# Healthy in Paranoid Times
| Críticas profissionais | Críticas profissionais |
| Avaliações da crítica  | Avaliações da crítica  |
| Fonte                  | Avaliação              |
| ---------------------- | ---------------------- |
| allmusic               | link                   |

Healthy in Paranoid Times é o sexto álbum de estúdio da banda Our Lady Peace, lançado em 30 de agosto de 2005.

## Faixas
Todas as letras escritas por Raine Maida, toda a música composta por Our Lady Peace e Bob Rock.
1. "Angels/Losing/Sleep" — 4:31
2. "Will the Future Blame Us" — 4:26
3. "Picture" — 3:35
4. "Where Are You" — 4:06
5. "Wipe That Smile Off Your Face" — 4:24
6. "Love and Trust" — 3:21
7. "Boy" — 4:35
8. "Apology" — 3:46
9. "The World on a String" — 3:25
10. "Don't Stop" — 3:45
11. "Walking in Circles" — 3:33
12. "Al Genina (Leave the Light On)" — 2:14

## Desempenho nas paradas musicais
| Parada musical (2005)          | Posição |
| ------------------------------ | ------- |
| Estados Unidos - Billboard 200 | 45      |
| Canadá - Canadian Albums Chart | 2       |

## Créditos
- Duncan Coutts — Baixo, vocal de apoio
- Adam McDougall — Órgão hammond
- Raine Maida — Vocal, guitarra acústica
- Steve Mazur — Guitarra, piano, vocal de apoio
- Bob Rock — Guitarra, piano, vocal de apoio
- Joel Shearer — Guitarra
- Jeremy Taggart — Bateria, percussão